# Euclimacia grandis
Euclimacia grandis är en insektsart som först beskrevs av Guérin-ménéville in Duperry 1831.  Euclimacia grandis ingår i släktet Euclimacia och familjen fångsländor. Inga underarter finns listade i Catalogue of Life.